# Kurt Eugen von Nottbeck
Kurt Eugen Johann von Nottbeck (ros. Евгений Иванович фон Нотбек, Jewgienij Iwanowicz von Nottbeck; ur. 26 października 1890 roku w Rewlu, zm. 20 października 1961 roku w Nowym Jorku) – rosyjski i estoński wojskowy, oficer Kriegsmarine podczas II wojny światowej, wykładowca uniwersytecki w okresie powojennym.
W 1913 roku ukończył korpus morski, otrzymując stopień miczmana. Uczestniczył w I wojnie światowej, służąc na krążowniku „Bajan” na Bałtyku. W sierpniu 1918 roku poprzez Finlandię przyjechał do Estonii, gdzie wstąpił do nowo formowanej marynarki wojennej tego kraju. Od czerwca 1919 roku walczył z wojskami bolszewickimi w szeregach Armii Północno-Zachodniej generała Nikołaja Judenicza. Służył w wywiadzie. Po klęsce wojsk Białych powrócił do Estonii. Do 1932 roku pływał na statkach handlowych. Następnie prowadził firmę produkującą tekstylia. Po zajęciu Estonii przez Armię Czerwoną w połowie 1940 roku, zbiegł do Niemiec. Kiedy wojska niemieckie zaatakowały Związek Radziecki 22 czerwca 1941 roku został zmobilizowany do Kriegsmarine. Służył jako tłumacz w Królewcu, a następnie w sztabie admirała Theodora Burchardiego, który od 17 czerwca 1944 roku dowodził siłami morskimi we wschodniej części Bałtyku. Odbywał podróże służbowe na okupowane tereny ZSRR. Po zakończeniu wojny wykładał język rosyjski na jednym z niemieckich uniwersytetów. W 1952 roku zamieszkał w Stanach Zjednoczonych.